# All Good Things (Come to an End)
Az All Good Things (Come to an End) Nelly Furtado hatodik kislemeze a 2006. június 9-én megjelent Loose című albumáról.

## Számlista
Brit kislemez
1. All Good Things (Come to an End) (radio edit)
2. Maneater (BBC Radio 1 Live Lounge)

Maxi CD
1. All Good Things (Come to an End) (radio mix)
2. All Good Things (Come to an End) featuring Rea Garvey
3. No Hay Igual featuring Calle 13
4. All Good Things (Come to an End) (videóklip)

Németországi maxi CD
1. All Good Things (Come to an End) (radio edit)
2. All Good Things (Come to an End) featuring Rea Garvey
3. Maneater (Live Lounge Radio session)
4. All Good Things (Come to an End) (videóklip)

iTunes kislemez
1. All Good Things (Come to an End) (radio edit)
2. Maneater (Radio 1 Live Lounge session)

Ausztrál kislemez
1. All Good Things (Come to an End) (radio edit) – 4:25
2. Maneater (Radio 1 Live Lounge) – 3:01
3. No Hay Igual featuring Calle 13 – 3:41
4. All Good Things (Come to an End) (videóklip) – 3:48